# Ignace Guédé-Gba
Ignace Guédé-Gba (ur. 10 października 1964 – zm. 29 grudnia 2021) – iworyjski piłkarz grający na pozycji napastnika. W swojej karierze grał w reprezentacji Wybrzeża Kości Słoniowej.

## Kariera klubowa
W swojej karierze piłkarskiej Guédé-Gba grał w Africa Sports National i francuskim Gazélec Ajaccio (1989-1991). Wraz z Africa Sports National wywalczył cztery tytuły mistrza Wybrzeża Kości Słoniowej w latach 1986, 1987, 1988 i 1989 oraz zdobył trzy Puchary Wybrzeża Kości Słoniowej w latach 1986, 1989 i 1993. W 1992 zdobył z nim Puchar Zdobywców Pucharów.

## Kariera reprezentacyjna
W reprezentacji Wybrzeża Kości Słoniowej Guédé-Gba zadebiutował w 1983 roku. W 1984 roku był w kadrze Wybrzeża na Puchar Narodów Afryki 1984. Na tym turnieju zagrał w trzech meczach grupowych: z Togo (3:0), z Egiptem (1:2) i z Kamerunem (0:2).
W 1988 roku Guédé-Gba został powołany do kadry na Puchar Narodów Afryki 1988. Na tym turnieju zagrał w jednym meczu grupowym, z Algierią (1:1). W kadrze narodowej grał do 1988 roku.